# Еншин, Михаил Александрович
Михаил Александрович Еншин (3 декабря 1900 года, Смоленск — 6 февраля 1984 года, Москва) — советский военный деятель, генерал-лейтенант (8 августа 1955 года). Герой Советского Союза (6.4.1945).

## Начальная биография
Родился 3 декабря 1900 года в Смоленске в семье служащего. Окончил гимназию.

## Военная служба

### Гражданская война
В декабре 1917 года вступил в ряды Красной Гвардии, а в октябре 1919 года призван в ряды РККА и направлен на учёбу в Военный техникум Западного фронта, после окончания которого в июне 1920 года направлен техником-сапёром в 5-й дорожный сапёрный отряд, после чего принимал участие в боевых действиях на Западном фронте во время советско-польской войны.
С февраля 1922 года служил чертёжником-техником и каптенармусом дивизионного инженера 23-й стрелковой дивизии. В декабре того же года уволен в запас.

### Межвоенное время
В июне 1923 года был повторно призван в ряды РККА и направлен в Себежское особое пограничное отделение ОГПУ, где служил на должностях младшего надсмотрщика контрольно-пропускного пункта, затем помощника уполномоченного. С марта 1925 года служил уполномоченным по политической охране в 10-м Островском и 9-м Псковском пограничных отрядах ОГПУ.
В 1927 году вступил в ряды ВКП(б).
С сентября 1929 года служил комендантом пограничного участка в составе 45-го Мервского и 48-го Сарай-Комарского пограничных отрядов ОГПУ. В мае 1932 года назначен на должность помощника начальника 47-го Керкинского пограничного отряда НКВД — помощника начальника окружного отдела НКВД Среднеазиатского военного округа, в мае 1935 года — на должность начальника 1-го Калевальского пограничного отряда НКВД, а в декабре 1937 года — на должность начальника 37-го пограничного отряда НКВД, дислоцированного в Батуми.
В октябре 1939 года направлен на учёбу в Высшую пограничную школу НКВД, после окончания которой в январе 1941 года назначен на должность преподавателя военных дисциплин этой же школы.

### Великая Отечественная война
В июле 1941 года назначен на должность командира 268-й стрелковой дивизии, которая вскоре приняла участие в ходе оборонительных боевых действий на ораниенбаумском плацдарме, а затем на южных подступах к Ленинграду. В октябре того же года назначен на должность командира 291-й стрелковой дивизии, которая вела оборонительные боевые действия на северо-западных подступах к Ленинграду.
В октябре 1942 года назначен на должность командира Сибирской стрелковой дивизии НКВД (Сибирский военный округ), а в феврале 1943 года — на должность командира 140-й стрелковой дивизии, ведшей оборонительные боевые действия в районе города Дмитриев-Льговский, однако 17 марта был тяжело ранен, после чего находился на излечении в госпитале. После выздоровления, 2 июля того же года, назначен на должность командира 307-й стрелковой дивизии, которая вскоре приняла участие в боевых действиях в ходе Курской битвы, а также в Черниговско-Припятской и Гомельско-Речицкой наступательных операциях.
8 декабря 1943 года генерал-майор М. А. Еншин назначен на должность командира 29-го стрелкового корпуса, ведшего оборонительные боевые действия в районе Жлобина, а 31 декабря – вновь назначен на должность командира 307-й стрелковой дивизии.
26 июня 1944 года назначен на должность командира 362-й стрелковой дивизии, которая вела боевые действия в ходе Белорусской, Минской, Каунасской, Варшавско-Познанской, Висло-Одерской и Берлинской наступательных операций.
Указом Президиума Верховного Совета СССР от 6 апреля 1945 года за образцовое выполнение боевых заданий командования на фронте борьбы с немецко-фашистскими захватчиками и проявленные при этом отвагу и геройство генерал-майору Михаилу Александровичу Еншину было присвоено звание Героя Советского Союза с вручением ордена Ленина и медали «Золотая Звезда» (№ 6443).

### Послевоенная карьера
В мае 1945 года назначен на должность начальника отдела комендантской службы провинции Мекленбург, однако с июля состоял в распоряжении НКВД и в октябре того же года назначен на должность командира 265-й стрелковой дивизии (Группа советских войск в Германии), преобразованной в июне 1946 года в 34-ю стрелковую бригаду. В июле того же года назначен на должность командира 99-й гвардейской воздушно-десантной дивизии.
В феврале 1949 года направлен на учёбу на курсы усовершенствования командиров стрелковых дивизий при Военной академии имени М. В. Фрунзе, после окончания которых в апреле 1950 года назначен на должность командира 76-й гвардейской воздушно-десантной дивизией.
После окончания заочного факультета Военной академии имени М. В. Фрунзе в сентябре 1953 года назначен на должность командира 8-го гвардейского воздушно-десантного корпуса, а в августе 1956 года — на должность помощника командующего — начальника отдела боевой подготовки ВДВ.

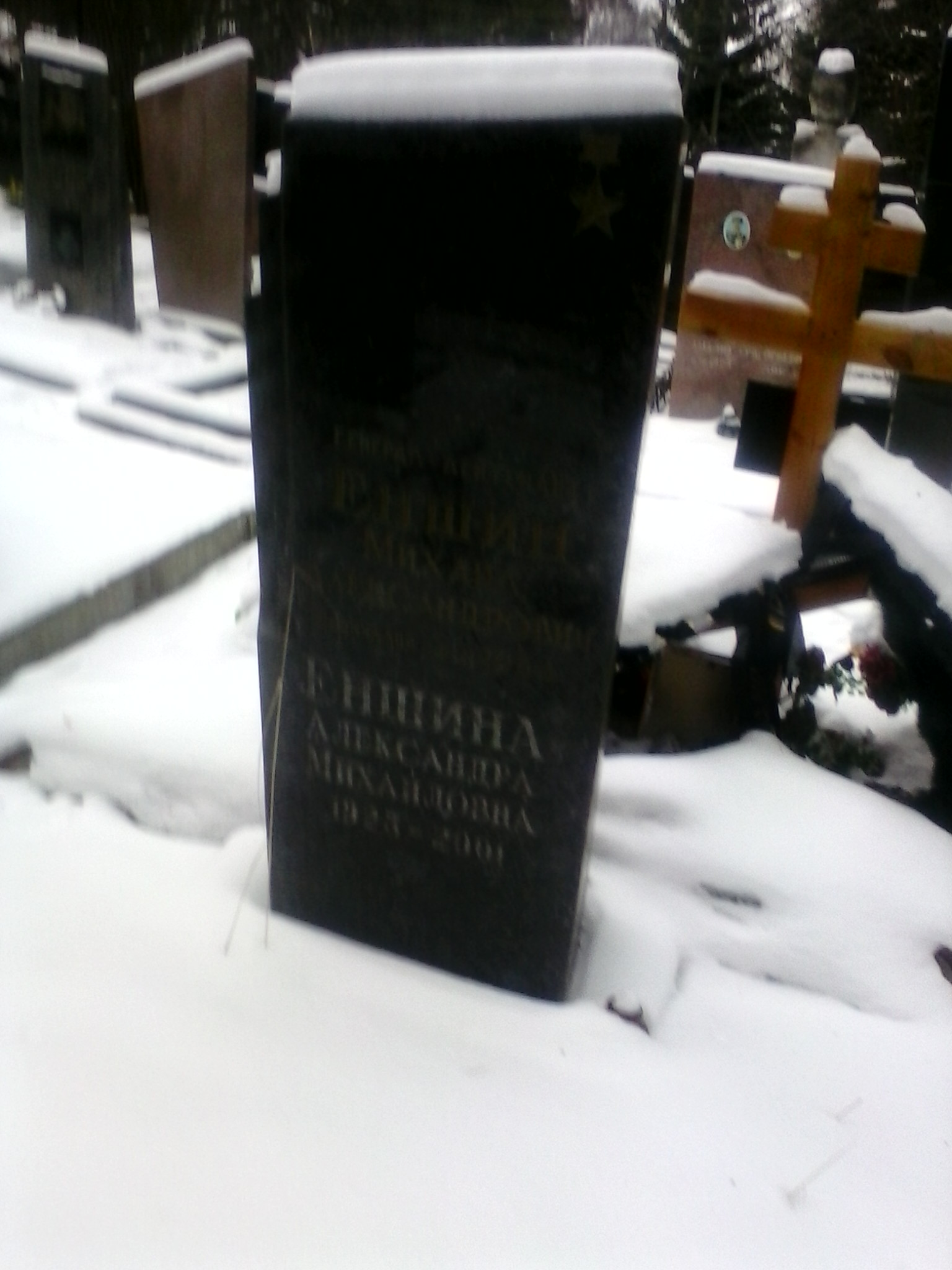
Могила Еншина на Кунцевском кладбище Москвы.

Вышел в запас в декабре 1958 года в звании генерал-лейтенанта. Умер 6 февраля 1984 года в Москве. Похоронен на Кунцевском кладбище (участок 9-2).

## Воинские звания
- Генерал-майор (15 июля 1941 года).
- Генерал-лейтенант (8 августа 1955 года).

## Награды и звания
- Медаль «Золотая Звезда» (№ 6443; 6.4.1945);
- Два ордена Ленина (21.2.1945, 6.4.1945);
- Семь орденов Красного Знамени (26.4.1940, 14.7.1943, 25.7.1944, 11.8.1944, 3.11.1944, 30.5.1945, 30.12.1956);
- Орден Суворова II степени (16.9.1944);
- Орден Кутузова II степени — Указом Президиума Верховного Совета СССР «О награждении орденами Суворова, Кутузова и Богдана Хмельницкого генералов и офицерского состава Красной Армии» от 15 января 1944 года[1]
- Медали;
- Иностранные награды.
- Звание «Почётный гражданин города Быхова» (присвоено 22 июня 1983 года)[2].

## Память
Имя Героя Советского Союза генерала М. А. Еншина было присвоено пионерской дружине средней школы № 22 города Новозыбкова (Брянская область).
В Смоленске на здании гимназии № 1 и Смоленского кадетского корпуса установлены мемориальные доски в честь Героя.